# Каракум (Ордабасинский район)
Каракум (каз. Қарақұм, до 1992 г. — Октябрьское) — село в Ордабасинском районе Туркестанской области Казахстана. Административный центр и единственный населённый пункт Каракумского сельского округа. Код КАТО — 514645100.

## Население
В 1999 году население села составляло 3068 человек (1554 мужчины и 1514 женщин). По данным переписи 2009 года в селе проживало 3114 человек (1584 мужчины и 1530 женщин).

## Инфраструктура
В селе присутствуют средняя школа, клуб, библиотека, фельдшерско-акушерский пункт. С 1962 по 1997 годы функционировал хлопководческий совхоз, на основе которого созданы промышленный кооператив «Каракум» и отдельные крестьянские хозяйства.